# Saison 2016 de l'équipe cycliste Lampre-Merida
La saison 2016 de l'équipe cycliste Lampre-Merida est la dix-huitième de cette équipe.

## Préparation de la saison 2016

### Sponsors et financement de l'équipe
Le fabricant italien d'acier laminé Lampre est le sponsor titre de l'équipe depuis 1999. Le fabricant de cycles taiwanais Merida devient en 2013 le deuxième sponsor. Ces deux entreprises sont engagées jusqu'en 2016. Leurs logos figurent sur le maillot de l'équipe. L'arrivée de Merida apporte du vert aux habituelles couleurs rose et bleu de ce dernier.  Ce maillot est fourni par la société hongkongaise Champion System, dont le logo apparaît également.

### Arrivées et départs
| Arrivées        | Équipe 2015       |
| --------------- | ----------------- |
| Yukiya Arashiro | Europcar          |
| Marko Kump      | Adria Mobil       |
| Louis Meintjes  | MTN-Qhubeka       |
| Matej Mohorič   | Cannondale-Garmin |
| Simone Petilli  | Unieuro Wilier    |
| Federico Zurlo  | UnitedHealthcare  |

| Départs             | Équipe 2016         |
| ------------------- | ------------------- |
| Niccolò Bonifazio   | Trek-Segafredo      |
| Nélson Oliveira     | Movistar            |
| Rubén Plaza         | Orica-GreenEDGE     |
| Filippo Pozzato     | Southeast-Venezuela |
| Maximiliano Richeze | Etixx-Quick Step    |
| José Serpa          | Liga de Bolívar     |
| Rafael Valls        | Lotto-Soudal        |

## Coureurs et encadrement technique

### Effectif
| Cycliste           | Date de naissance  | Nationalité    | Équipe 2015       |  |
| ------------------ | ------------------ | -------------- | ----------------- |  |
| Yukiya Arashiro    | 22 septembre 1984  | Japon          | Europcar          |  |
| Matteo Bono        | 11 novembre 1983   | Italie         | Lampre-Merida     |  |
| Mattia Cattaneo    | 25 octobre 1990    | Italie         | Lampre-Merida     |  |
| Davide Cimolai     | 13 août 1989       | Italie         | Lampre-Merida     |  |
| Valerio Conti      | 30 mars 1993       | Italie         | Lampre-Merida     |  |
| Mário Costa        | 31 octobre 1991    | Portugal       | Lampre-Merida     |  |
| Rui Costa          | 5 octobre 1986     | Portugal       | Lampre-Merida     |  |
| Kristijan Đurasek  | 26 juillet 1987    | Croatie        | Lampre-Merida     |  |
| Chun Kai Feng      | 2 novembre 1988    | Taipei chinois | Lampre-Merida     |  |
| Roberto Ferrari    | 9 mars 1983        | Italie         | Lampre-Merida     |  |
| Xu Gang            | 28 janvier 1984    | Chine          | Lampre-Merida     |  |
| Tsgabu Grmay       | 25 août 1991       | Éthiopie       | Lampre-Merida     |  |
| Ilia Koshevoy      | 20 mars 1991       | Biélorussie    | Lampre-Merida     |  |
| Marko Kump         | 9 septembre 1988   | Slovénie       | Adria Mobil       |  |
| Louis Meintjes     | 21 février 1992    | Afrique du Sud | MTN-Qhubeka       |  |
| Sacha Modolo       | 19 juin 1987       | Italie         | Lampre-Merida     |  |
| Matej Mohorič      | 19 octobre 1994    | Slovénie       | Cannondale-Garmin |  |
| Manuele Mori       | 9 août 1980        | Italie         | Lampre-Merida     |  |
| Przemysław Niemiec | 11 avril 1980      | Pologne        | Lampre-Merida     |  |
| Simone Petilli     | 4 mai 1993         | Italie         | Unieuro Wilier    |  |
| Luka Pibernik      | 23 octobre 1993    | Slovénie       | Lampre-Merida     |  |
| Jan Polanc         | 17 mars 1992       | Slovénie       | Lampre-Merida     |  |
| Diego Ulissi       | 15 juillet 1989    | Italie         | Lampre-Merida     |  |
| Federico Zurlo     | 25 février 1994    | Italie         | UnitedHealthcare  |  |
| Stagiaire          | Date de naissance  | Nationalité    | Équipe 2016       |  |
| Fausto Masnada     | 6 novembre 1993    | Italie         | Colpack           |  |
| Edward Ravasi      | 5 juin 1994        | Italie         | Colpack           |  |
| Oliviero Troia     | 1er septembre 1994 | Italie         | Colpack           |  |

## Bilan de la saison

### Victoires
| Date       | Course                                              | Pays     | Classe | Vainqueur          |
| ---------- | --------------------------------------------------- | -------- | ------ | ------------------ |
| 26/03/2016 | 6e étape du Tour de Catalogne                       | Espagne  | WT     | Davide Cimolai     |
| 24/04/2016 | 1re étape du Tour de Turquie                        | Turquie  | 2.HC   | Przemysław Niemiec |
| 27/04/2016 | 4e étape du Tour de Turquie                         | Turquie  | 2.HC   | Sacha Modolo       |
| 30/04/2016 | 7e étape du Tour de Turquie                         | Turquie  | 2.HC   | Sacha Modolo       |
| 10/05/2016 | 4e étape du Tour d'Italie                           | Italie   | WT     | Diego Ulissi       |
| 18/05/2016 | 11e étape du Tour d'Italie                          | Italie   | WT     | Diego Ulissi       |
| 30/05/2016 | 2e étape du Tour du Japon                           | Japon    | 2.1    | Davide Cimolai     |
| 04/06/2016 | 7e étape du Tour du Japon                           | Japon    | 2.1    | Yukiya Arashiro    |
| 10/06/2016 | Championnat de Slovénie du contre-la-montre espoirs | Slovénie | CN     | Matej Mohorič      |
| 18/06/2016 | 3e étape du Tour de Slovénie                        | Slovénie | 2.1    | Diego Ulissi       |
| 23/07/2016 | 7e étape du Tour du lac Qinghai                     | Chine    | 2.HC   | Federico Zurlo     |
| 26/07/2016 | 9e étape du Tour du lac Qinghai                     | Chine    | 2.HC   | Marko Kump         |
| 27/07/2016 | 10e étape du Tour du lac Qinghai                    | Chine    | 2.HC   | Marko Kump         |
| 31/07/2016 | Circuit de Getxo                                    | Espagne  | 1.1    | Diego Ulissi       |
| 12/08/2016 | 2e étape du Tour de République tchèque              | Tchéquie | 2.1    | Diego Ulissi       |
| 13/08/2016 | 3e étape du Tour de République tchèque              | Tchéquie | 2.1    | Sacha Modolo       |
| 14/08/2016 | Classement général du Tour de République tchèque    | Tchéquie | 2.1    | Diego Ulissi       |
| 02/09/2016 | 13e étape du Tour d'Espagne                         | Espagne  | WT     | Valerio Conti      |
| 24/09/2016 | 6e étape de l'Eneco Tour                            | Pays-Bas | WT     | Luka Pibernik      |
| 27/10/2016 | 6e étape étape du Tour de Hainan                    | Chine    | 2.HC   | Matej Mohorič      |

### Résultats sur les courses majeures
Les tableaux suivants représentent les résultats de l'équipe dans les principales courses du calendrier international (les cinq classiques majeures et les trois grands tours). Pour chaque épreuve est indiqué le meilleur coureur de l'équipe, son classement ainsi que les accessits glanés par Lampre-Merida sur les courses de trois semaines.

#### Classiques
| Classique            | Milan-San Remo     | Tour des Flandres     | Paris-Roubaix    | Liège-Bastogne-Liège | Tour de Lombardie |
| -------------------- | ------------------ | --------------------- | ---------------- | -------------------- | ----------------- |
| Coureur (classement) | Diego Ulissi (58e) | Federico Zurlo (104e) | Marko Kump (85e) | Rui Costa (3e)       | Rui Costa (15e)   |

#### Grands tours
| Grand tour           | Tour d'Italie                       | Tour de France      | Tour d'Espagne                     |
| -------------------- | ----------------------------------- | ------------------- | ---------------------------------- |
| Coureur (classement) | Diego Ulissi (21e)                  | Louis Meintjes (8e) | Louis Meintjes (40e)               |
| Accessits            | 2 victoires d'étapes (Diego Ulissi) | -                   | 1 victoire d'étape (Valerio Conti) |